# Ion Niculescu-Brună
Ion Niculescu-Brună (n. 1893) a fost un actor român de teatru și film, distins cu titlul de artist emerit.
A activat la Teatrul de Stat din Bacău.

## Distincții
- Medalia „A cincea aniversare a Republicii Populare Române” (24 decembrie 1952) „pentru lupta și munca duse în vederea făuririi, consolidării și prosperării Republicii Populare Române”[1]
- titlul de Artist Emerit al Republicii Populare Române (11 decembrie 1953) „cu ocazia împlinirii a cinci ani de la înființarea Teatrului de Stat din Bacău și pentru merite deosebite în dezvoltarea acestei instituții”[2]
- Ordinul Muncii clasa a II-a (11 decembrie 1953) „pentru activitate îndelungată și merite deosebite în domeniul teatrului, cu prilejul împlinirii a 60 de ani de la nașterea sa și a 40 de ani de activitate artistică”[3]
- Ordinul Meritul Cultural clasa a III-a (6 noiembrie 1967) „pentru merite deosebite în domeniul artei dramatice”[4]

## Filmografie

### Actor
- Datorie și sacrificiu (1925) – Ilie Păduraru
- Leiba Zibal (1930)

### Regizor
- Drumul iertării (1927) – împreună cu Gabriel Roșca
- Leiba Zibal (1930)
- Ecaterina Teodoroiu (1930)

## Producător
- Ecaterina Teodoroiu (1930)